# Múrias
Múrias es una freguesia portuguesa del municipio de Mirandela, con 22,43 km² de superficie y 281 habitantes (2011). Su densidad de población es de 15,7 hab/km².